# Al mostro! Al mostro!
Al mostro! Al mostro! (The Girl Who Cried Monster) è l'ottava storia della serie horror per ragazzi Piccoli brividi, dello scrittore statunitense R. L. Stine.
Il titolo del racconto, sia nella versione originale che nella versione italiana, è un chiaro riferimento alla celebre favola di Esopo Al lupo! Al lupo! ("The Boy Who Cried Wolf" in inglese).

## Trama
Lucy Dark è una ragazzina un po' pestifera che vive a Cascata Alberella e si diverte a spaventare suo fratello minore Randy, raccontandogli sempre storie di mostri, spiriti e spiritelli. Un giorno, però, recatasi in biblioteca per il settimanale incontro dei “Topi di Biblioteca”, un’iniziativa per avvicinare i ragazzi del posto alla lettura, Lucy scopre che il bibliotecario, il signor Mortman, è un mostro vero. Dopo averla congedata, infatti, Mortman, credendo che nessuno lo veda, si trasforma in un essere con la testa gonfia come un pallone e gli occhi sporgenti, che inizia a mangiare le tartarughe da lui stesso allevate.
Lucy fugge e riferisce ai suoi genitori quel che ha visto, ma essi non le credono e ritengono che sia la sua ennesima trovata per spaventare il fratellino. Per dimostrare che non sta mentendo, qualche giorno dopo Lucy torna in biblioteca con una macchina fotografica e riesce a scattare una foto al signor Mortman mentre si trasforma, fuggendo prima che il bibliotecario la veda. Quando Lucy va a ritirare la foto stampata per mostrarla ai propri genitori, però, scopre che il mostro non è apparso sulla foto.
Per dimostrare di non essere pazza, Lucy si fa aiutare dal suo migliore amico Aaron Messer, di cui i suoi genitori si sono sempre fidati. I due si recano a casa di Mortman, dove Lucy lo sorprende mentre è intento a mangiare pesci e chiocciole dal suo acquario, ma il bibliotecario la scopre e Aaron non riesce a vedere nulla. Il giorno successivo, quando Lucy va in biblioteca, Mortman si trasforma e tenta di ucciderla, ma la ragazzina riesce a fuggire ed Aaron, che si era nascosto in biblioteca a sua insaputa, vede tutto.
Sentendo la testimonianza di Aaron, i genitori di Lucy non hanno più dubbi sulla sua sincerità, tuttavia decidono di invitare il signor Mortman a cena. Quando il bibliotecario arriva a casa di Lucy e chiede che cosa ci sia per cena, il signor Dark risponde: "Tu!". I genitori di Lucy si trasformano poi in mostri zannuti, che sbranano il bibliotecario. A questo punto si scopre che anche Lucy, Randy e i loro genitori sono dei mostri. Inizialmente i genitori non le avevano creduto perché sembrava loro strano che ci fosse un altro mostro a Cascata Alberella, oltre a loro. Lucy e Randy sono ancora piccoli e non hanno ancora sviluppato le proprie zanne. I genitori di Lucy spiegano infine che non possono permettere ad altri mostri di vivere nella loro città. Ciò rischierebbe di farli scoprire e la gente inizierebbe a perseguitarli.

## Personaggi
- Lucy Dark: la protagonista della storia, che adora spaventare suo fratello. Nell'episodio televisivo è doppiata da Lara Parmiani.
- Randy Dark: il fratellino fifone di Lucy. Nell'episodio televisivo è doppiato da Patrizia Scianca.
- Mr. Mortman: il bibliotecario di Cascata Alberella, che si rivela essere un mostro. Nell'episodio televisivo è doppiato da Enrico Bertorelli.
- Larry Dark: il padre di Lucy. Nell'episodio televisivo è doppiato da Marco Balbi.
- Mrs. Dark: la madre di Lucy. Nell'episodio televisivo è doppiata da Dania Cericola.
- Aaron Messer: il migliore amico di Lucy. Nell'episodio televisivo è doppiato da Monica Bonetto.

## Episodio TV
Di questo racconto è stata fatta una trasposizione televisiva. È stato il primo episodio andato in onda in Italia. Presenta alcune differenze con il libro:
- Aaron viene mostrato come un ragazzo afroamericano nell'episodio TV, mentre nel libro è chiaramente caucasico, ha capelli ricci rossi e carnagione chiara.
- Nel libro Mortman mangia tartarughe da lui stesso allevate e i pesci del suo acquario, mentre nell'episodio TV mangia delle tarantole e i grilli (questi ultimi da lui usati per alimentare i ragni).
- Il libro finisce con il signor Mortman che viene mangiato dai signori Dark in forma mostruosa, mentre l'episodio con i signori Dark che gli spiegano che lui è il primo mostro a entrare in città da oltre 20 anni e non vogliono che i loro figli lo raccontino a qualcuno. Non viene detto nulla sul fatto che Lucy e Randy siano anche loro dei mostri.

## Edizioni
- R. L. Stine, Al mostro! Al mostro!, traduzione di Chiara Belliti, collana Piccoli brividi, Arnoldo Mondadori Editore, 1994,  p. 174, ISBN 88-04-39616-4.